# کلرودی‌متیل‌سیلان
کلرودی‌متیل‌سیلان (به انگلیسی: Chlorodimethylsilane) با فرمول شیمیایی (CH۳)۲SiHCl یک ترکیب شیمیایی است. که جرم مولی آن ۹۴٫۶۲ g/mol می‌باشد. 